# Akira Corassani
Hamidreza Khorassani, mer känd som Akira Corassani, född 27 augusti 1982 i Lund, är en svensk före detta MMA-utövare som 2012–2015 tävlade i organisationen Ultimate Fighting Championship.